# Danh sách cuộc viếng thăm Việt Nam của tổng thống Philippines

Huy hiệu của Tổng thống Philippines

Tổng thống Philippines thăm Việt Nam là các chuyến thăm hoặc làm việc của các Tổng thống Philippines đến Việt Nam vào những thời điểm, hoàn cảnh khác nhau và những chuyến đi đó cũng có những tác động khác nhau đến Việt Nam và quan hệ Philippines – Việt Nam. Khi hai quốc gia đều nằm ở Đông Nam Á, có quyền lợi riêng ở Biển Đông và hiện tại đều là thành viên của ASEAN.Tính đến nay đã có liên tục 5 tổng thống Philippines đến Việt Nam với 7 chuyến viếng thăm.

## Tổng quan
| STT | Tổng thống                                  | Hình ảnh                   | Thời gian                   | Điểm đến          | Ghi chú |
| --- | ------------------------------------------- | -------------------------- | --------------------------- | ----------------- | ------- |
| 1   | Fidel V. Ramos (Tổng thống thứ 12)          |                            | Năm 1994                    | Hà Nội            |         |
| 2   | Joseph Estrada (Tổng thống thứ 13)          |                            | Năm 1998                    | Hà Nội            |         |
| 3   | Gloria Macapagal-Arroyo (Tổng thống thứ 14) |                            | Tháng 11 năm 2002           | Hà Nội            |         |
| 4   | Gloria Macapagal-Arroyo (Tổng thống thứ 14) | Tháng 11 năm 2006          | Hà Nội                      | Tham dự APEC 2006 |         |
| 5   | Benigno Aquino III (Tổng thống thứ 15)      |                            | 26 đến 27 tháng 11 năm 2010 | Hà Nội            |         |
| 6   | Rodrigo Duterte (Tổng thống thứ 16)         |                            | 28 đến 29 tháng 9 năm 2016  | Hà Nội            |         |
| 7   | Rodrigo Duterte (Tổng thống thứ 16)         | 8 đến 11 tháng 11 năm 2017 | Đà Nẵng                     | Tham dự APEC 2017 |         |
| 8   | Ferdinand Marcos, Jr. (Tổng thống thứ 17)   |                            | 29 đến 30 tháng 1 năm 2023  | Hà Nội            |         |

## Chi tiết

### Gloria Macapagal-Arroyo

#### Lần I
Chuyến thăm diễn ra vào năm 2002.
- Ảnh hưởng:

Ký tuyên bố chung về "Khuôn khổ Hợp tác song phương trong 25 năm đầu thế kỷ XXI và thời kỳ tiếp theo".

#### Lần II
Tháng 11 năm 2006, Gloria Macapagal-Arroyo đến Việt Nam lần thứ 2 nhằm tham dự Hội nghị APEC 2006 tại Hà Nội.

### Rodrigo Duterte
Tổng thống Philippines Rodrigo Duterte đến Hà Nội chiều ngày 28/09/2016, bắt đầu chuyến viếng thăm chính thức Việt Nam kéo dài hai ngày. Trong chuyến công du đầu tiên này, ông Duterte sẽ bàn bạc với Việt Nam về tăng cường hợp tác trên biển, tìm cách ngăn chặn tình trạng ma túy lan tràn trong khu vực. Ông cho biết mong muốn làm mới lại quan hệ giữa Philippines và Việt Nam, khai thác các cơ hội hợp tác khác trong những lãnh vực như nông nghiệp và quốc phòng. Tổng thống Philippines cũng sẽ nêu ra vấn đề tranh chấp chủ quyền Biển Đông với Trung Quốc và Việt Nam trong chuyến viếng thăm này.
Trong cuộc gặp gỡ cộng đồng người Philippines ở Hà Nội, tổng thống Rodrigo Duterte khẳng định vẫn tôn trọng hiệp ước quân sự với Washington hiện nay, nhưng sẽ không tiếp tục tuần tra trên biển với Hoa Kỳ.